# Stella Akakpo
Stella Akakpo, née le 28 février 1994 à Villepinte, est une athlète française, spécialiste du sprint.

## Biographie
Elle remporte la médaille d'or sur 100 mètres lors des championnats d'Europe juniors 2013 à Rieti en 11 s 52, après avoir porté son record personnel à 11 s 26 en séries (+ 1,0 m/s) et établi les minima de qualification A pour les mondiaux de Moscou. Le 18 août 2013, elle termine 2e de la finale du relais 4x100m des Championnats du monde de Moscou en 42 s 73 derrière l'équipe de Jamaïque après une course époustouflante, mais les Françaises sont disqualifiées deux heures après le podium.
En février 2014, Akakpo est sacrée championne de France en salle du 60 m à Bordeaux. Le 12 juillet, elle se classe 4e de la finale des Championnats de France à Reims sur 100 m malgré un nouveau record personnel à 11 s 24 (+ 1,5 m/s). Par conséquent, elle n'est pas sélectionnée sur l'épreuve individuelle pour les Championnats d'Europe de Zürich mais que sur le relais, où, en août suivant, les Françaises remportent la médaille d'argent.

### Saison 2016: le déclic
Durant la saison hivernale 2016, la jeune française de 22 ans connaît un déclic et améliore son record personnel du 60 m, le passant de 7 s 29 à 7 s 19 puis 7 s 12 lors du meeting de Metz. Elle est sacrée championne de France en salle du 200 m en 23 s 27, sa nouvelle marque de référence.
Le 18 juin, elle remporte le 100 m du meeting de Valence en 11 s 27, sa meilleure performance de la saison. La semaine suivante, elle est sacrée Championne de France à Angers en 11 s 17 (- 0,4 m/s), nouveau record personnel et minimas pour les Championnats d'Europe d'Amsterdam et une performance qui la tient à seulement 2/100e des minimas pour les Jeux olympiques de Rio. Elle devance sur le podium Floriane Gnafoua (11 s 20) et Céline Distel-Bonnet (11 s 32).
Début juillet, lors des Championnats d'Europe d'Amsterdam, Akakpo est disqualifiée en demi-finale du 100 m avec un temps de 0,096 millièmes : il y a faux-départ lorsque le temps de réaction est inférieur à 0,100 millièmes. Bien qu'elle ne porte pas réclamation, d'autres athlètes s'indignent de cette règle sur les réseaux sociaux et notamment le Britannique Richard Kilty, lui aussi disqualifié la veille avec 0,098 millièmes et espère une modification des règles. Plus de 200 personnes sont d'accord avec les propos de Kilty, notamment sa compatriote Dina Asher-Smith. Le 10 juillet, la Française se classe 6e du relais 4 x 100 m en 43 s 05.

### Saison 2017
Stella Akakpo ouvre sa saison hivernale le 5 janvier 2017 au meeting de Tignes où elle s'impose sur le 60 m en 7 s 26, à 1 centième des minimas pour les Championnats d'Europe en salle de Belgrade. Elle devance Maroussia Paré (7 s 44). Elle réalise ces minimas lors des Championnats régionaux à Eaubonne le 23 janvier où elle réalise 7 s 23.
Elle continue le 31 à Reims où elle signe le chrono de 7 s 16, 3e meilleure performance mondiale de l'année.

## Vie privée
Elle vit depuis son enfance à Crépy-en-Valois dans l'Oise et, depuis son obtention du baccalauréat en 2013, à l'INSEP à Paris, où elle poursuit son double projet Sport / Études. En décembre 2016, elle travaille a KPMG et est marraine de l'association Apehs, basée à Dakar (Sénégal), qui œuvre à destination des enfants autistes.

## Palmarès

### International
| Date | Compétition                       | Lieu      | Résultat | Épreuve   | Temps   |
| ---- | --------------------------------- | --------- | -------- | --------- | ------- |
| 2013 | Championnats d'Europe juniors     | Rieti     | 1re      | 100 m     | 11 s 52 |
| 2013 | Championnats d'Europe juniors     | Rieti     | 2e       | 4 × 100 m | 44 s 00 |
| 2013 | Championnats du monde             | Moscou    | —        | 4 × 100 m | DSQ     |
| 2013 | DécaNation                        | Valence   | 3e       | 100 m     | 11 s 67 |
| 2014 | Relais mondiaux de l'IAAF         | Nassau    | 8e       | 4 × 100 m | 43 s 74 |
| 2014 | Championnats d'Europe par équipes | Brunswick | 2e       | 4 × 100 m | 43 s 19 |
| 2014 | Championnats d'Europe             | Zurich    | 2e       | 4 × 100 m | 42 s 45 |
| 2015 | Championnats d'Europe espoirs     | Tallinn   | 3e       | 100 m     | 11 s 55 |
| 2016 | Championnats d'Europe             | Amsterdam | {5e}     | 4 x 100 m | 43 s 05 |
| 2017 | Relais mondiaux de l'IAAF         | Nassau    | 5e       | 4 x 100 m | 43 s 90 |
| 2018 | Jeux méditerranéens               | Tarragone | 5e       | 100 m     | 11 s 61 |
| 2018 | Championnats d'Europe             | Berlin    | 5e       | 4 x 100 m | 43 s 10 |

### National
- Championnats de France d'athlétisme
  - 100 m : vainqueur en 2016

## Records
| Épreuve | Performance         | Lieu    | Date            |
| ------- | ------------------- | ------- | --------------- |
| 60 m    | 7 s 12              | Metz    | 21 février 2016 |
| 100 m   | 11 s 17 (- 0,4 m/s) | Angers  | 25 juin 2016    |
| 200 m   | 23 s 27             | Aubière | 28 février 2016 |

## Distinctions
- 2013 : élue meilleure espoir féminin de l'année par un collectif de 2.500 fans sur le site de la fédération française[14].